# لوک کولسن
لوک کولسن (انگلیسی: Luke Coulson؛ زادهٔ ۶ مارس ۱۹۹۴) بازیکن فوتبال اهل بریتانیا است.
از باشگاه‌هایی که در آن بازی کرده‌است می‌توان به باشگاه فوتبال بارنت و باشگاه فوتبال بروملی اشاره کرد.